# Skånes Näringslivsarkiv
Skånes Näringslivsarkiv, SNA, är en ideell förening med säte i Helsingborg. Föreningen arbetar med att inventera, sortera, gallra och förteckna företagsarkiv från hela Skåne och att informera om värdet av att bevara företagsarkiv som en viktig del av vårt gemensamma kulturarv.

## Historik
Skånes Näringslivsarkiv bildades som Nordvästskånes Företagsarkiv den 18 september 1991 för att i första hand bevara arkivmaterialet efter det nyligen konkursade Helsingborgs Varfs AB. De ursprungliga medlemmarna blev intresserade av det industriella kulturarvet och upptäckte att det fanns många minnen runt om oss som är värda att bevara för kommande generationer. Föreningen bildades i samverkan med Landsarkivet i Lund, Sydsvenska handelskammaren och Näringslivsarkivens Stödfond. Dess målsättning är att "verka för god arkivvård inom näringslivet och väcka förståelse för betydelsen av att för framtiden bevara äldre företagsarkiv".
År 1998 kunde man med hjälp från Helsingborgs stad skaffa egna lokaler i Maria Park i Helsingborg. Samtidigt fick man i uppdrag av Riksarkivet att bevaka företagsarkiven över Skåne län, vilket framgår av namnet. Man har ett samarbetsavtal med Landsarkivet i Lund som även är representerat i föreningens styrelse. År 2001 bytte föreningen namn till Skånes Näringslivsarkiv, till största delen för att anpassa sig till Riksarkivets krav på länsbaserad regionindelning.

## Verksamhet
SNA har tre heltidsanställda: en arkivarie och två arkivassistenter. I depån i Helsingborg har man arkivhandlingar från över 170 olika företag, bland annat Findus Sverige AB, Trelleborg AB, läkemedelsföretagen Leo och Ferrosan, Bokförlaget Bra Böcker AB, Hälsingborgs Byggbetong AB, och Klippans Läderfabrik. Dessutom har föreningen ett omfattande bildarkiv med över 10 000 inskannade fotografier. Föreningen samarbetar även med ett antal arkivinstitutioner i Helsingborg genom projektet Arkivens Hus.
Föreningens huvudsponsorer är Region Skåne och Helsingborgs stad. Man finansierar också sin verksamhet genom att hyra ut hyllplatser och erbjuda konsulttjänster. 